# Diogo do Couto
Pour les articles homonymes, voir Couto.
Diogo do Couto (prononciation : diôgou dou côtou), né en 1542 à Lisbonne et mort le 10 décembre 1616 à Goa, aux Indes, est un voyageur, écrivain et historien portugais, qui a participé à la mise en place de l'empire colonial portugais aux Indes, créant notamment les Archives de Goa en 1595.
Il est aussi considéré comme un des premiers indianistes européens, aux côtés de João de Lucena.

## Biographie

### Origines familiales et formation
Fils de Gaspar do Couto et d'Isabel Serrão de Calvos, Diogo do Couto naît d'une famille de petite noblesse.
Il étudie le latin et la rhétorique au collège jésuite de Santo Antão à Lisbonne, puis la philosophie au couvent de Benfica.

### La rupture de 1555: mort de son père et de son protecteur
En 1555, il devient orphelin de père, mais perd aussi son protecteur[réf. nécessaire], l'infant Louis, duc de Beja.
Morte é um sonho eterno, um espanto de ricos, um apartamento de amigos, uma incerta peregrinação, um ladrão do homem, um fim dos que vivem, e um princípio dos que morrem. (« La mort est un songe éternel, l'épouvante du riche, la séparation des amis, une pérégrination incertaine, un voleur de l'homme, une fin de ceux qui vivent, et un début de ceux qui meurent. ») 
« Le cours de ses espérances » se trouve donc rompu, à l'intérieur du royaume de Portugal en tout cas.[pas clair]

### Premières années aux Indes (1557-1569)
Il part pour les Indes en 1557, à l'âge de quinze ans, sur un navire appelé Fleur de la mer (« Le capitaine général embarqua sur la nef Flor de la Mar (...) sur laquelle j'étais moi-même passé en ces contrées, adolescent de quinze ans »).
En 1563, il se trouve au Gujarat, à Baroche (Bharuch, ville dont le gouverneur, au nom du sultan muzaffaride de Delhi, est un Maure érudit versé dans les belles-lettres[Qui ?]. Il lit avec lui l'Arioste, Pétrarque, Dante, Bembo et d'autres poètes italiens.
Diogo do Couto écrit lui-même en italien et en latin, ainsi que « dans la nôtre vulgaire, en quoi il eut une grâce particulière, toutes œuvres lyriques et pastorales, desquelles il laissa un grand tome d'élégies, églogues, chansons, sonnets, et gloses… ».

### Séjour au Portugal (1569-1570)
En 1569, il rentre au Portugal. À son passage dans l'île de Mozambique, il rencontre son ami[réf. nécessaire] le poète Luis Vaz de Camões, endetté et sans argent pour le voyage de retour. Diogo do Couto et quelques amis offrent leur aide à Camões afin de pouvoir rentrer ensemble à Lisbonne.
En avril 1570, leur nef, la Santa Clara, arrive à Cascais. Diogo rejoint Lisbonne par terre : Les « nefs au mouillage attendaient que Diogo do Couto revienne d'Almeirim, où il était allé solliciter au Roi son entrée dans le Tage, parce que Lisbonne était fermée à cause de la peste. Dès que l'ordre vînt la Santa Clara entra dans la barre ».
Ce retour permet la publication en 1572 de l'œuvre majeure de Camões, « les Lusiades », dont Diogo do Couto fera, à la demande du grand poète, un Commentaire, non achevé et aujourd'hui perdu.

### Retour aux Indes
Fin 1570 Diogo do Couto repart en Asie, après avoir passé à peine un an au Portugal. En Inde, il se marie avec Luísa de Melo, dont il aura au moins un enfant, Gaspar do Couto.
Il obtient la charge d'employé au Magasin des Provisions de Goa. À cette époque il est déjà connu au Portugal pour ses Commentaires des Lusiades, ses Poésies portugaises, latines et italiennes aujourd'hui perdues, et sa première version du livre « Le soldat expérimenté » (Soldado Prático) dont le manuscrit lui fut dérobé, puis copié et lu à son insu.

### Créateur et directeur des Archives de Goa (1595)
En 1589, le 20 novembre, Diogo do Couto adresse une lettre au Roi Philippe par laquelle il lui demande l'autorisation de fonder à Goa une « Maison des Archives » (Torre do Tombo) dont il s'occuperait, se proposant d'écrire la chronique de l'histoire des portugais aux Indes depuis 1580 : « J'ai trouvé qu'en aucune chose je ne pourrais mieux accomplir ma volonté (de servir le Roi), qu'en écrivant et mettant en chronique les actes accomplis par les Portugais en ces contrées depuis qu'en elles Votre Majesté fut élevé en qualité de vrai Roi et Seigneur… ».
En 1595, par une lettre du 28 février qui répond à une seconde lettre de Diogo do Couto de même teneur que celle évoquée ci-avant, le roi Philippe le nomme « Conservateur principal des Archives de Goa » (Guarda-Mor da Torre do Tombo de Goa) et lui accorde la création et l'organisation de ces Archives.
Une Chronique Générale des Indes devait commencer à la date de l'intronisation du monarque espagnol Philippe II comme roi du Portugal, en 1580. Par cette même lettre, Diogo do Couto reçoit pourtant la mission, enviée par de nombreux candidats, de poursuivre la rédaction des Décades (Décadas) initiées par João de Barros décédé en 1570. Ces Décades décriront donc l'Histoire des Portugais en Orient et en Afrique à partir de la fin de l'an de grâce 1526.

## Œuvres
Diogo do Couto écrit :

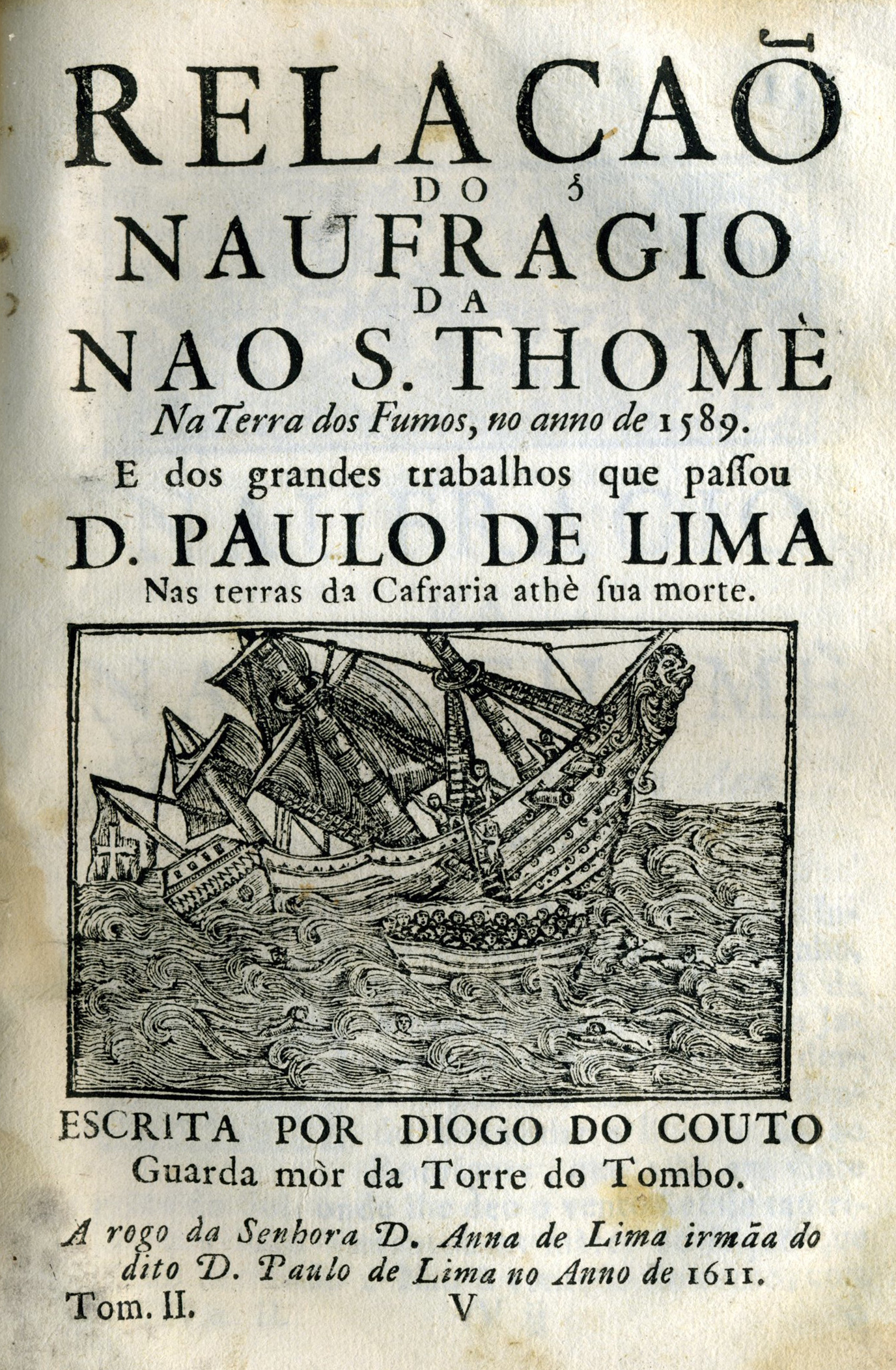

- les « Décades de l'Asie » (Décadas da Ásia) de la quatrième, terminée en 1596, à la douzième,
- le « Récit du naufrage de la nef de Saint Thomas dans la terre des fumées en l'an 1589 etc.»
- le « Soldat expérimenté » (Soldado Prático),
- une « Vie de Paulo de Lima » tirée de sa dixième Décade et de ce qui restait de la onzième,
- une « Réfutation de la Relation d'Éthiopie de Luis de Urreta »,
- un récit de la découverte d' « Angkor »,
- et le « Traité des hauts-faits de Vasco de Gama et de ses fils en Inde » (Tratado dos feitos de Vasco da Gama e seus filhos na Índia).

### Récit du naufrage de la nef de St Thomas
En 1736 ce récit fut publié pour la première fois dans les « Histoires tragico-maritimes » de Bernardo Gomes de Brito. Le long titre de cet ouvrage écrit en 1611, « Récit du naufrage de la nef de St Thomas dans la terre des fumées en l'an 1589 et des grands travaux exécutés par D. Paulo de Lima dans les terres des Cafres jusqu'à sa mort » traduit le titre en portugais (Relação do Naufragio da Nao S.Thomé na terra dos Fumos no anno de 1589 e dos grandes trabalhos que passou D. Paulo de Lima Nas terras da Cafraria athé sua morte). Un fac-similé de la page de garde figure ici, en marge à droite.

### Décades de l'Asie
Commencées en 1596, la suite des Décades de l'Asie de João de Barros, douze au total, dont neuf écrites par notre auteur, s'achèvent en 1616, par sa mort. L'amour intransigeant du Guarda-Mor da Torre do Tombo de Goa pour la vérité lui crée beaucoup d'ennemis parmi les puissants descendants des « héros » d'une histoire encore toute récente. Il critique la corruption et les violences de cette société de portugais expatriés en Asie. Sa protestation ouverte contre les abus de ses contemporains lui valent une série de déboires qui accompagnent la publication successive de chacune des Décadas dont il est l'auteur. Qu'on en juge :
Década IV
- La quatrième Décade, relative à la période courant de 1527 à 1537, est rédigée par João de Barros puis considérée comme perdue. Diogo do Couto termine une nouvelle rédaction de cette Décade en 1596. Après cette date l'original de João de Barros est retrouvé, ce qui permet de confronter aujourd'hui ces deux versions assez différentes de la même Décade.

Década V
- L'octroi de l'autorisation de publication de la cinquième Décade, rédigée entre 1596 et 1597, dure dix ans (de 1602 à 1612).

Década VI
- Le manuscrit de la sixième Décade est achevé en 1597 et envoyé au Portugal en 1599 pour impression. L'ouvrage à peine imprimé, l'atelier de typographie et la majeure partie des volumes qu'il contient brûlent.

Década VII
- Lorsque la septième Décade est envoyée au Royaume pour publication en 1601, la nef qui la transporte tombe aux mains de corsaires anglais. Le manuscrit étant perdu, Diogo do Couto réécrit cette Décade en 1603.

Décadas VIII & IX
- Diogo do Couto étant malade et alité, des voleurs pénètrent chez lui et dérobent les manuscrits des huitième et neuvième Décades. Rétabli, il rédige un résumé de ces deux Décades en 1616, l'année de son décès.

Década X
- La dixième Décade envoyée au Portugal en 1600 fut perdue, et retrouvée au XVIIIe siècle seulement.

Década XI
- La onzième Décade lui fut dérobée au Portugal où il l'avait envoyée pour publication. Elle traitait du Vice-roi Matias de Albuquerque, qui exerçait sa charge au moment où Couto devait commencer ses chroniques et qui lui refusa les papiers nécessaires. Le voyage de retour au Portugal de Matias de Albuquerque se solda par un naufrage, où toutes ses richesses accumulées pendant plus de trente années passées en Inde, se perdirent. Couto s'exclama alors, citant la bible : "Vous l'avez donné, vous l'avez repris. Soyez Seigneur, loué pour toujours!" (12e Décade, livre I, chapitre 9). Cette 11e décade ne fut jamais retrouvée. "Et le pire, dit António Coimbra Martins, c'est qu'aucun autre volume, au moins du même auteur, ne vint suppléer à ce manque… sinon peut-être une chronique, anonyme et copieuse, de Matias de Albuquerque, qui dort aujourd'hui encore inédite à la Bibliothèque Municipale d'Évora."

Década XII
- De la douzième Décade il ne reste aujourd'hui que cinq livres.

En 1777 et 1778 les quatre premières Décades de l'Asie (Décadas da Ásia) rédigées par João de Barros, complétées par celles écrites par Diogo do Couto, sont pour la première fois publiées dans leur intégralité en vingt-quatre volumes dont l'ensemble contient la première édition de la dixième Décade, et l'assemblage d'une onzième Décade à partir de récits de différents auteurs de l'époque.

### Le Soldat expérimenté

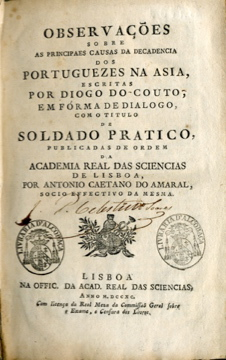
1re édition du Soldado prático, Lisbonne, 1790

De 1790 date la première édition du Soldado Prático.
Il réécrivit le Soldado Prático, (Le Soldat expérimenté), son œuvre la plus célèbre dont une première version lui fut aussi dérobée, et qui contient une critique mordante de l'administration de l'Inde portugaise : c'est encore aujourd'hui une œuvre très intéressante, par la critique qu'elle fait du fonctionnement de l'administration portugaise en Orient, dès les échelons les plus élevés (vice-rois) jusqu'aux plus bas. Ses observations prennent appui sur la connaissance personnelle de quelqu'un qui a vu en situation les faits dont il parle. L'œuvre traduit, de ce fait, le point de vue des Portugais d'humble condition, installés depuis longtemps en Orient, et témoins des abus de leurs supérieurs, exercés sur les indigènes et aussi sur eux-mêmes. La perspective adoptée par Couto est très semblable à cet autre grand chroniqueur qu'est Gaspar Correia, dans ses Lendas da India (fables d'Asie).
L'œuvre est écrite sous forme de dialogue, et par les interventions des interlocuteurs (un vieux soldat de l'Inde portugaise, un aristocrate, ancien gouverneur, et un émissaire du Roi) nous prenons connaissance des nombreux vices qui rongeaient l'administration portugaise dans cette partie du monde : l'ambition, l'amour du luxe, le mépris de l'honneur, l'oppression des humbles, la déloyauté vis-à-vis du roi, tout ce qu'enfin, l'on est en droit d'attendre d'un projet d'exploration coloniale et que déjà, un siècle plus tôt Gil Vicente, dès le début, sans être jamais sorti du Portugal, dénonçait dans son Auto da Índia.

### Angkor

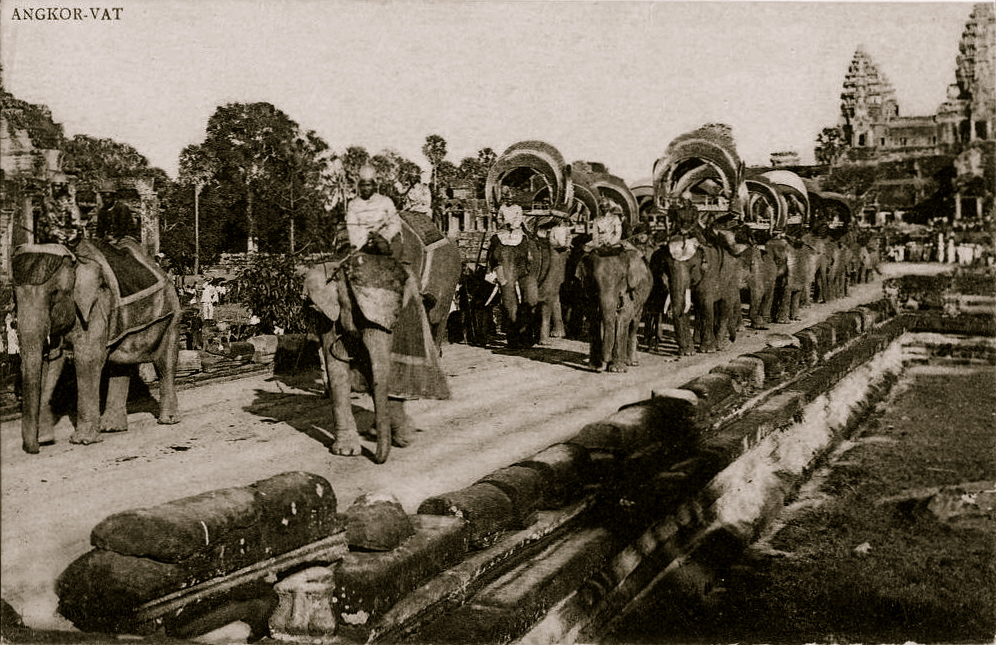
Angkor-Vat

Charles Boxer étudie les manuscrits de Diogo do Couto en 1947-1948 puis en 1953 dans les archives de la Torre do Tombo. Il y découvre une description de Angkor qu'il donne à connaître dans une communication au XXIII Congrès International des Orientalistes réalisé à Cambridge en août 1954.
Ce texte manuscrit découvert par Charles Boxer, transcrit en français par Bernard-Philippe Groslier, recèle l’anecdote de la découverte d’Angkor par le roi « de Camboja » parti en chasse à l’éléphant dans la forêt et qui bute sur des constructions imposantes envahies par la jungle. Le roi fut tellement frappé par la majesté de la ville ancienne qu’il la fit dégager et décida d’y transférer sa capitale...

### Traité desGama
En 1998 seulement ce traité, dont une copie manuscrite en mauvais état se trouve à la Bibliothèque Nationale de Lisbonne, fut publié.
Il s'agit d'une commande de D. Francisco da Gama, Vice-Roi et arrière-petit-fils du « découvreur » : Tratado dos feitos de Vasco da Gama e seus filhos na Índia (Traité des actions de Vasco de Gama et de ses fils en Inde), qui raconte les trois voyages de Vasco de Gama, Comte de Vidigueira, en Inde, et les actions orientales de ses fils Estevão, Paulo, Cristóvão, Pedro da Silva et Álvaro de Ataíde. Travaillant d'après des sources orales et écrites, le Chroniqueur, n'en fit pas un panégyrique mais émit plutôt des avis critiques défendant ainsi la vérité historique et sa probité morale, déclarant que ce traité connu comme « des Gama », fut utilisé comme « catéchisme » (Cartilha) par les héritiers de la Maison de Vidigueira.

## Indianiste précurseur
Diogo do Couto et son contemporain le jésuite João de Lucena sont parmi les précurseurs de l'Indologie. L'éminent orientaliste Jan Gonda les citent comme fournisseurs de premiers renseignements très fragmentaires concernant l'existence du Véda. L'étude scientifique du védisme démarre en France sous l'impulsion ultérieure de Eugène Burnouf au XIXe siècle.